# Peter Musäus
Peter Musäus (* 12. Oktober 1939 in Königsberg) ist ein deutsch-österreichischer Schauspieler und Synchronsprecher.

## Leben
Der Sohn der Schauspieler Hans Musäus und Maria Singer spielte bereits als Zehnjähriger am Tiroler Landestheater Innsbruck. Im österreichischen Kinderrundfunk sprach er Märchenfiguren, dann war er Statist in Tübingen und Kassel.
Er besuchte nach dem Realgymnasium die Schauspielschule im Mozarteum in Salzburg. Am Theater Lübeck verkörperte er 1962/63 Ruprecht in Der zerbrochne Krug. Bei den Luisenburg-Festspielen in Wunsiedel war er 1965 als Guter Gesell in Jedermann zu sehen.
Es folgten zahlreiche weitere Theaterrollen, zum Beispiel 1968 bis 1973 als Matti in Herr Puntila und sein Knecht Matti, Jim in Die Glasmenagerie am Modernen Theater München 1974, Valentin in Goethes Faust und Lord Rose in Macbeth 1975 bis 1980 am Bayerischen Staatsschauspiel in München oder Polizist in dem Theaterstück Der Bockerer am Münchner Volkstheater 1984.
In der Zeichentrickserie Die Simpsons spricht und sprach er zahlreiche Charaktere wie Carl Carlson, Eddie, Cletus Del Roy, Apu Nahasapeemapetilon (Staffel 1), Prf. John Frink (Staffel 8+9) und Kirk van Houten (früher).
In Star Trek sprach er:
- Sord in TAS: Das gestohlene Gehirnwellenmuster
- Stabschef der Raumflotte in Star Trek VI: Das unentdeckte Land

Weitere seiner Synchronrollen:
- Arlong in der Animeserie One Piece als auch in ihrer Live-Action-Adaption
- Norm Peterson in Cheers
- Peter Furgasson in der Animeserie Hellsing
- Eric Flemkin in der Cartoonserie Immer Ärger mit Newton
- Cleveland Brown in der Zeichentrickserie Family Guy

## Filmografie
- 1964: Hafenpolizei (Serie) – Schmerzensgeld
- 1965: An der schönen blauen Donau (damals noch Hans-Peter Musäus)
- 1970: De kleine waarheid (Serie)
- 1974: Cautio Criminalis oder Der Hexenanwalt
- 1975: Der Wohltäter
- 1975: Münchnerinnen
- 1976–1984: Tatort (Fernsehreihe)
  - 1976: Abendstern
  - 1983: Roulette mit 6 Kugeln
  - 1984: Heißer Schnee
- 1979: Frau W.
- 1979: Andreas Vöst
- 1983: Martin Luther
- 1984: Die schwarzen Brüder (Mehrteiler)
- 1988: Verkehrsgericht (ZDF-Serie 21. Unfall nach Discobesuch)
- 1989: Pumuckl geht ans Telefon (Serie Meister Eder und sein Pumuckl)
- 1995: Endlich zu dritt (Serie Kriminaltango)
- 1995: So ist das Leben! Die Wagenfelds (Serie)
- 1997: Forsthaus Falkenau – Unerwartete Wendungen